# Elvis Ain't Dead
Elvis Ain't Dead is een nummer van de Britse band Scouting for Girls uit 2007. Het is de derde single van hun titelloze debuutalbum.
"Elvis Ain't Dead" gaat over een man die smacht naar zijn voormalige geliefde, aangemoedigd in zijn overtuiging dat ze bij hem terug zal komen door de 'Alles is mogelijk'-houding van complotdenkers die denken dat Elvis Presley nog in leven is. Frontman Roy Stride kreeg de inspiratie voor het nummer nadat hij een artikel las over een man die er vol van overtuigd was dat Elvis nog leefde.
Het nummer werd een hit op de Britse eilanden en bereikte de 8e positie in het Verenigd Koninkrijk. In het Nederlandse taalgebied bereikte de plaat de hitparades niet.

## Tracklijst
7" vinyl
1. "Elvis Ain't Dead" - 3:49
2. "I Loved You Much More" - 3:35

Cd-single
1. "Elvis Ain't Dead" - 3:49
2. "You Were Fitter in Your Myspace Page" - 3:07